# Sappho sparganurus
Sappho sparganurus là một loài chim trong họ Chim ruồi.

## Hình ảnh

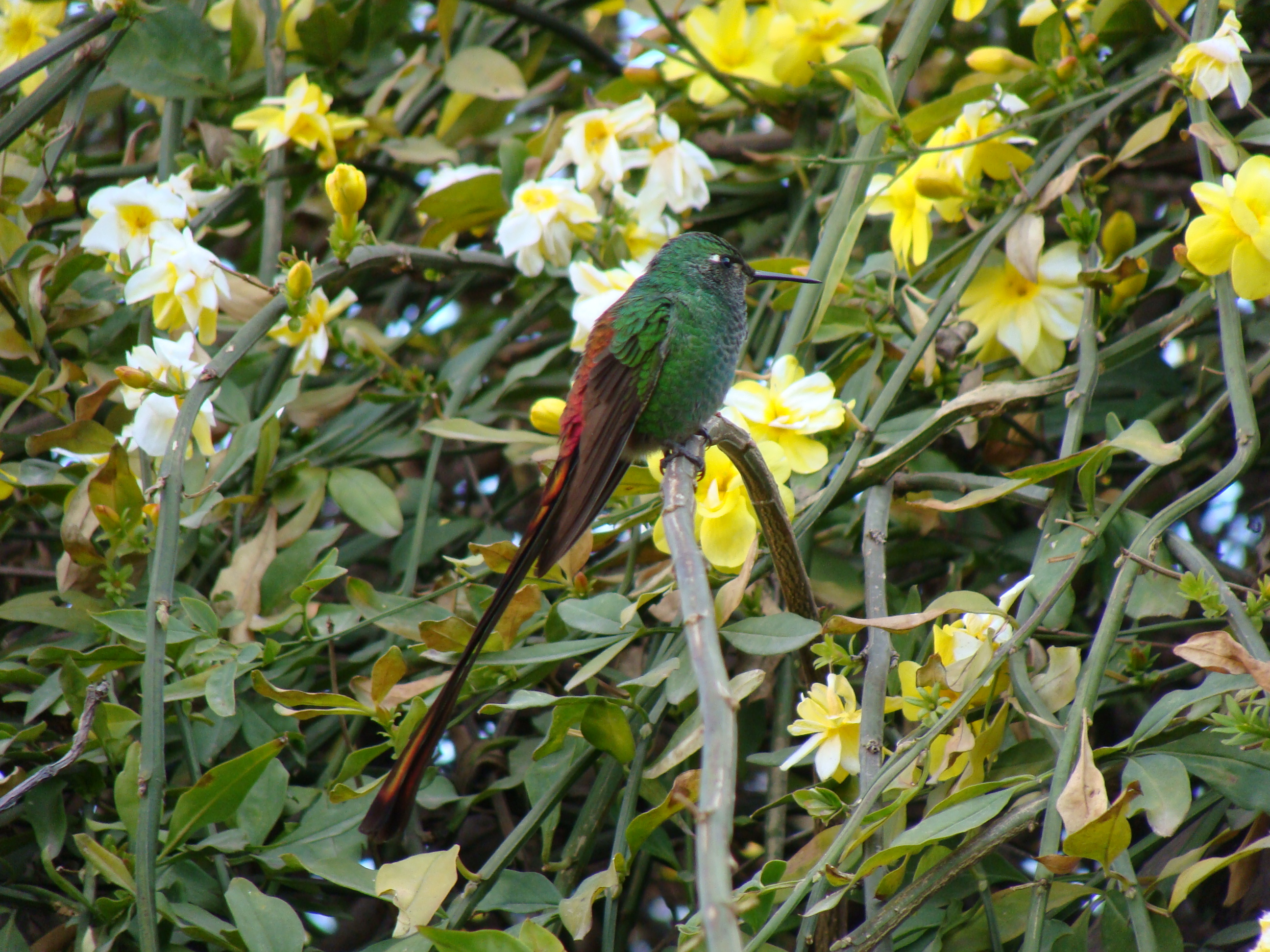
A male Red-tailed Comet in Cordoba, Argentina.